# Великогоспојинска народна скупштина у Београду
Великогоспојинска народна скупштина у Београду је било заседање скупштине у периоду од 15. августа до 6. септембра 1864.

## Великогоспојинска народна скупштина у Београду
Према одредби новог закона о Народној скупштини донесеног 1861, следећа народна скупштина сазвана је тек после три године, за 15 август 1864. Избори и сам сазив одређени су Кнежевим указом. Према новом закону скупштина се није сама конституисала, већ је часништво поставио Кнез, својим указом, па је за председника постављен Мијалко Раденковић, за потпредседника постављен је Ђорђе Топузовић, оба из круга саме народне скупштине. За секретаре постављени су Коста Јовановић и Милан Ђ. Милићевић, секретари двају министарстава. Пре почетка рада кнез Михаило примио је целу скупштину која је, сутрадан, отворена Кнежевом беседом. За разлику од досадашњих скупштина, на основу новог закона, седницама су присуствовали и министри, док је јавност и даље била са њих искључена, па се сав рад уносио у Протокол и на тај начин је предаван јавности.
Скупштина је на Кнежеву беседу одговорила адресом. После тога су министри подносили скупштини опширне извештаје о стању министарстава и појединих струка, што је скупштина без дискусије примала на знање. По новом закону, скупштина је могла само примати на знање и правити предлоге, но не у форми закана. Како је пак тај нови закон предвиђао да скупштина, преко једне своје комисије, може да прегледа стање народне касе, то је та одредба била и искоришћена, па је једна скупштинска комисија извршила тај посао и нашла да су издатци вршени уредно и да је стање касе „задовољавајуће". За време трајања ове скупштине посланицима је из народне касе издавано по 15 гроша дневно на име дијурне.
Користећи се правом предлагања и изношења народних жалби и потреба, Скупштина је влади и Кнезу предложила много пројеката, од којих су неки били од велике важности. Набројаћемо овде само некоје:
- да се што пре донесе закон о штампи;
- да се у земљи оснује Свеучилиште — Универзитет, како се домаћи питомци не би морали слати у стране земље;
- да се школски закон за Велику школу преиначи, па да се ђаци те школе казне прутевима, ако неће да похађају часове; a ако не дођу, да директор школе може да их тражи преко послужитеља, па чак и помоћу полиције, a не да се ђаци истерују из школе ради непохађања часова;
- да се правозаступници укину, или да парнице мање од 300 дуката не примају;
- да се заведу срески и варошки пољопривредни економи, и да се заведе пољоделска школа;
- да се добар сој сваке стоке умножава;
- како је постојао ружан обичај да ce, при сахрани велико дрвеће сече ради прављења мртвачких сандука, (у народу је постојало веровање да не ваља сахранити мртваца у сандуку који није направљен од дасака разног дрвећа), да се одреди да при свакој општини буде доста дасака од којих ће узимати сваки колико му треба;
- да се у свакој вароши подигне болница, a да сваки „бећар" мора да плаћа за болнички фонд;
- да се забрани ношење сребрних новаца као накит;
- да се изгради „гвоздени пут" од Радујевца преко Зајечара према Алексинцу;
- да се чиновницима смање плате ако су веће од 500 талира;
- да се у Србији поруше сви утврђени градови који постоје (Шабац, Београд, Смедерево, Кладово, Мали Зворник) да се на тај начин у угроженим варошима поврати и учврсти сталан мир.

Ова скупштина имала је петнаест састанака који су трајали по цео дан. Њене седнице закључио је 6 септембра 1864 г. лично Кнез, једном беседом.